# Championnat d'Uruguay de football 1907
Navigation
Édition précédente Édition suivante
| \| Montevideo: · CURCC · Athletic Montevideo · Nacional · Wanderers · Intrepido · River Plate Montevideo \| Localisation des clubs engagés dans le championnat. |
| Montevideo: · CURCC · Athletic Montevideo · Nacional · Wanderers · Intrepido · River Plate Montevideo                                                           |

La 7e édition du championnat d'Uruguay de football est remportée par le Central Uruguay Railway Cricket Club. C’est le quatrième titre de champion du club. Le CURCC l’emporte avec 4 points d’avance sur le Montevideo Wanderers. River Plate Football Club complète le podium. 
Le championnat reste à  6 équipes. Si l’équipe B du Nacional disparait, la saison 1908 marque l’arrivée dans le championnat d’un nouveau club, le River Plate Football Club. C’est aussi la première fois qu’une équipe est promue de la deuxième division. Pour une première saison, c’est un coup de maître, River Plate termine le championnat à la troisième place, poussant ainsi pour la première fois le Nacional hors du podium.
La rencontre Montevideo-Nacional ne s’est pas disputée, ce qui explique que ces deux équipes n’aient disputé que 9 matchs dans le championnat et non 10 comme les autres. 
Tous les clubs participant au championnat sont basés dans l’agglomération de Montevideo.

## Les clubs de l'édition 1907
| Club                                 | Stade         | Capacité | Ville      |
| ------------------------------------ | ------------- | -------- | ---------- |
| Central Uruguay Railway Cricket Club | Villa Peñarol | -        | Montevideo |
| Athletic Montevideo                  | -             | -        | Montevideo |
| Intrepido                            | -             | -        | Montevideo |
| Montevideo Wanderers Fútbol Club     | -             | -        | Montevideo |
| Club Nacional de Football            | -             | -        | Montevideo |
| River Plate Football Club            | -             | -        | Montevideo |

## Compétition

### Classement
Le classement est établi sur le barème de points suivant : victoire à 2 points, match nul à 1, défaite à 0.
| Rang | Équipe                    | Pts | J  | G | N | P | Bp | Bc | Diff |
| ---- | ------------------------- | --- | -- | - | - | - | -- | -- | ---- |
| 1    | CURCC                     | 17  | 10 | 7 | 3 | 0 | 29 | 8  | +21  |
| 2    | Montevideo Wanderers T    | 13  | 10 | 4 | 5 | 1 | 25 | 5  | +20  |
| 3    | River Plate               | 12  | 10 | 5 | 2 | 3 | 13 | 10 | +3   |
| 4    | Club Nacional de Football | 10  | 9  | 3 | 4 | 2 | 21 | 7  | +14  |
| 5    | Athletic Montevideo       | 4   | 9  | 1 | 2 | 6 | 5  | 24 | -19  |
| 6    | Intrépido                 | 2   | 10 | 1 | 0 | 9 | 5  | 44 | -39  |

| Légende : Qualifications et relégations | Légende : Qualifications et relégations |
| --------------------------------------- | --------------------------------------- |
|                                         | Champion d’Uruguay                      |
|                                         | Relégation en deuxième division         |
|                                         | T : Tenant du titre P : Promus          |

## Bilan de la saison
| Championnat d'Uruguay de football 1907                             |                                            |
| Champion                                                           | CURCC (4e titre)                           |
| Promotions et relégations                                          |                                            |
| Promus en Primera División                                         | Bristol Dublin French Albion Football Club |
| Relégués en Championnat d'Uruguay de football de deuxième division | Aucun                                      |